# 远东及南太平洋残疾人运动会
遠東及南太平洋身心障礙運動會（英語：FESPIC Games，全稱Far East and South Pacific Games for the Disabled），简称遠南運動會或远南身心障礙運動会，是為遠東及南太平洋國家及地區而設的身障者運動會，現已取消。
隨著遠東及南太平洋區殘疾人體育聯會宣佈與亞洲殘奧理事會在2006年合併並在馬來西亞舉行第九屆後，便不再舉辦此運動會；取而代之的是亞洲殘疾人運動會，2010年在中國廣州舉行第一屆；緊隨亞洲運動會之後。

## 历届运动会
第一届远南运动会于1975年在日本大分举行，共设8个比赛项目，参赛的有18个国家和地区的973名运动员；
第二届运动会于1977年在澳大利亚帕拉马塔举行，16个国家和地区的430名运动员展开10个项目的较量；
第三届运动会于1982年在香港举行，共设9个比赛项目，参赛的有23个国家和地区的744名运动员；
第四届运动会于1986年在印度尼西亚梭罗布举行，比赛项目增至12个，共有19个国家和地区的861名运动员参赛；
第五届运动会于1989年在日本神户举行，41个国家和地区的1648名运动员参加12个项目的比赛；
第六届运动会于1994年在中国北京举行，42个国家和地区的2081名运动员展开13个项目的比赛；
第七届运动会于1999年在泰国曼谷举行，比赛增至14个项目，参赛的1700名运动员分别来自42个国家和地区。
| 届次 | 年份 | 城市     | 主办地     | 开幕式宣布者        | 开幕日   | 闭幕日   | 国家 | 运动员 |
| ---- | ---- | -------- | ---------- | ------------------- | -------- | -------- | ---- | ------ |
| I    | 1975 | 大分市   | 日本       | 昭和天皇            | 6月1日   | 6月3日   | 18   | 973    |
| II   | 1977 | 巴拉马打 |            | 马尔科姆·弗雷泽总理 | 11月20日 | 11月26日 | 16   | 430    |
| III  | 1982 | 沙田     | 香港       | 尤德爵士            | 10月31日 | 11月7日  | 23   | 744    |
| IV   | 1986 | 梭罗     | 印度尼西亞 | 苏哈托总统          | 8月31日  | 9月7日   | 19   | 834    |
| V    | 1989 | 神户市   | 日本       | 明仁天皇            | 9月15日  | 9月20日  | 41   | 1,646  |
| VI   | 1994 | 北京     | 中國       | 李鹏总理            | 9月4日   | 9月10日  | 42   | 2,081  |
| VII  | 1999 | 曼谷     | 泰國       | 玛哈·哇集拉隆功王储 | 1月10日  | 1月16日  | 34   | 2,258  |
| VIII | 2002 | 釜山     |            | 金硕洙国务总理      | 10月26日 | 11月1日  | 40   | 2,199  |
| IX   | 2006 | 吉隆坡   | 马来西亚   | 阿都拉·巴达威总理   | 11月25日 | 12月1日  | 46   | 3,641  |

### 青年运动会
一届青年运动会在香港举行，并作为亚洲青年残疾人运动会的前身。
| 届次 | 年份 | 城市      | 主办地   | 开幕式宣布者   | 开幕日   | 闭幕日   | 国家 | 运动员 |
| ---- | ---- | --------- | -------- | -------------- | -------- | -------- | ---- | ------ |
| I    | 2003 | 九龍—沙田 | 中國香港 | 董建華行政長官 | 12月24日 | 12月27日 | 15   | 584    |

## 成员

### 西亚
- 巴林
- 伊朗
- 伊拉克
- 约旦
- 科威特
- 黎巴嫩
- 阿曼
- 巴勒斯坦
- 沙烏地阿拉伯
- 叙利亚
- 阿联酋
- 葉門

### 中亚及南亚
- 阿富汗
- 不丹
- 印度
- 馬爾地夫
- 尼泊尔
- 巴基斯坦
- 斯里蘭卡

## 資料來源
1. ↑  香港殘疾人奧委會暨傷殘人士體育協會二零零六至二零零七年報 的存檔，存档日期2009-03-09.

## 外部連結
- 第九屆遠東及南太平洋殘疾人運動會官方網頁